# 116 (getal)
116 is het natuurlijke getal volgend op 115 en voorafgaand aan 117.

## Overig
Honderdenzestien is ook:
- Het jaar 116 B.C. of het jaar A.D. 116
- Het scheikundig element met atoomnummer 116 is Livermorium (Lv)
- Telefoonnummers die met 116 beginnen zijn in de Europese Unie gereserveerd voor een geharmoniseerde dienst met maatschappelijke waarde